# セティフ
セティフ（Sétif）は、アルジェリアの都市。アルジェリア北東部に位置し、セティフ県の県都である。人口235240人（2010年）。標高1,096mの高原に位置し、アルジェリアの県都の中で2番目に標高の高い都市である。通りには、並木や噴水、劇場が作られ、フランス時代の雰囲気を残している。
セティフは、アルジェリアで最も寒い都市の一つである。セティフは鉄道やアルジェとコンスタンティーヌを結ぶ高速道路によって各地と結ばれている。
セティフを建設したのはヌミディア人である。ヌミディア内では西のマサエシュリ族の地域に属し、紀元前225年には王国の首都となり、ユバ1世がローマに敗北して王国が併合されるまでその地位を保った。紀元前105年、ユグルタ戦争においてユグルタがガイウス・マリウスに抵抗し敗北したのもこの近辺においてであった。ローマ帝国時代に入ると、ネルヴァ帝によって退役軍人の入植地（コロニア）がセティフに作られた。この遺跡は現在も残存している。297年ごろにはMauretania Sitifensis属州が作られ、セティフはその中心都市となった。647年にはセティフはイスラム帝国の攻撃を受け、700年ごろには完全に支配下に入っていた。1838年にフランス軍の駐屯地がセティフに作られた。1945年5月8日、フランス軍の支配に対してアルジェリア人がセティフ及び近隣のGuelmaとKherrataで蜂起し、104人のピエ・ノワールが死亡した。アルジェリア人の死者は推定で2,000人から40,000人に登るとされる。これはのちにセティフの虐殺と呼ばれるようになった。
セティフの経済は地元の農産物の集散とその加工工業から成り立っている。特に地元で取れる穀物や家畜の集散が主である。地元のコムギは、セティフの工場でセモリナやクスクス、麺に加工される。そのほかに、じゅうたんや金属細工の生産も盛んである。近くでは亜鉛が産出し、市の北では水力発電もおこなわれている。市に中心部には大きな遊園地がある。ESセティフは、アルジェリアで最も有名なサッカークラブのひとつである。
セティフは標高1096mの高地に位置するため、アルジェリアで最も寒い地域のひとつであり、冬には40cmほどの積雪もめずらしくない。洪水は稀だが、春や秋に起きることがある。夏は暑く、7月には最高気温が40度を越えることもある。